# Данилов, Виктор Васильевич
Виктор Васильевич Данилов (род. 5 марта 1951 года, Тбилиси, ГрССР, СССР) — российский фотограф, член-корреспондент РАХ (2022).

## Биография
Родился 5 марта 1951 года в Тбилиси Грузинской ССР, живет и работает в Москве.
В 1978 году - окончил Тбилисскую государственную академию художеств, специальность «архитектура-дизайн».
Член Творческого союза художников России.
В 2015 году - избран почётным членом, в 2022 году - избран членом-корреспондентом Российской академии художеств от Отделения новейших художественных течений.

## Творческая деятельность
Организатор и участник более 100 фотовыставок (международных групповых, персональных) в Москве, Санкт-Петербурге, Коломне, Новосибирске, Тбилиси (Грузия), Ереване, Гюмри, Спитаке (постоянная экспозиция) (Армения), Копенгагене (Дания), Вашингтоне, Нью-Йорке, Нью-Джерси (США), г. Рабате (Марокко).
Работы опубликованы в книгах: «Президент Российской Академии Художеств, Посол Доброй Воли ЮНЕСКО З. К. Церетели» (2005), «Монумент, посвящённый борьбе с международным терроризмом» (2005, 2006), Журнал ДЛ «Деловые Люди» (№ 115, октябрь 2000 год, № 126, сентябрь 2001 год, № 127, октябрь 2001 год, № 140, ноябрь 2002 год, № 132, март 2002 год), Журнал ДИ «Диалог искусств»(сентябрь 2003 год, № 9, февраль 2004 год, № 6 2006 год), Журнал «Пирвели» (Первый) (г. Тбилиси, № 16, 2005-2006), Журнал Творческого Союза художников России («ARTStories» № 40, 2019 год, № 41 2019 год) и другие.
Организатор интернет-ресурса PhotoPodium.com (2007).

## Награды
- Благодарность РАХ (2011)
- медаль «Достойному» (2012)
- орден Андрея Андреевича Мыльникова (2019)